# Mistrovství Evropy v zápasu ve volném stylu 2014
Mistrovství Evropy v zápasu ve volném stylu proběhlo v Helsinkách, Finsko ve dnech 1.-4. dubna 2014.

## Česká stopa
- -53 kg – Lenka Martináková (TAK Hellas Brno), vypadla v prvním zápase s Běloruskou Šuškovou
- -63 kg – Adéla Hanzlíčková (TAK Hellas Brno), vypadla v prvním zápase s Lotyškou Grigorjevovou, v opravách porazila Turkyni Tosunovou a v boji o třetí místo podlehla Ukrajince Ostapšukové

## Program
- ÚTE – 01.04.2014 – lehká váha (−65 kg), těžká váha (−97 kg), bantamová váha (−48 kg), lehká velterová váha (−58 kg)
- STŘ – 02.04.2014 – bantamová váha (−57 kg), pérová váha (−61 kg, −53 kg), velterová váha (−60 kg)
- ČTV – 03.04.2014 – velterová váha (−74 kg), supertěžká váha (−125 kg), lehká váha (−55 kg), těžká váha (−69 kg)
- PÁT – 04.04.2014 – lehká velterová váha (−70 kg), střední váha (−86 kg, −63 kg), supertěžká váha (−75 kg)

## Výsledky

### Muži
| Kategorie | Zlato                        | Stříbro                  | Bronz                         | Bronz                          |
| --------- | ---------------------------- | ------------------------ | ----------------------------- | ------------------------------ |
| -57 kg    | Vladimer Chinčegašvili (GEO) | Ghenadie Tulbea (MON)    | Garik Barsegjan (ARM)         | Zoheir El-Ouarraqe (FRA)       |
| -61 kg    | Hadži Alijev (AZE)           | Bekchan Gojgerejev (RUS) | Andrei Perpelita (MDA)        | Vasyl Šuptar (UKR)             |
| -65 kg    | Magomed Kurbanalijev (RUS)   | Servet Coşkun (TUR)      | Borislav Novačkov (BUL)       | Konstantine Chabalašvili (GEO) |
| -70 kg    | Ruslan Dibirgadžijev (AZE)   | Grigor Grigorjan (ARM)   | Miroslav Kirov (BUL)          | Yakup Gör (TUR)                |
| -74 kg    | Aniuar Gedujev (RUS)         | Džabrajil Hasanov (AZE)  | Soner Demirtaş (TUR)          | Krystian Brzozowski (POL)      |
| -86 kg    | Abdulrašid Sadulajev (RUS)   | Murad Gajdarov (BLR)     | Musa Murtazalijev (ARM)       | István Veréb (HUN)             |
| -97 kg    | Abdusalam Gadisov (RUS)      | Chetag Gozjumov (AZE)    | Ivan Jankovskij (BLR)         | Nicolae Ciobanu (MDA)          |
| -125 kg   | Taha Akgül (TUR)             | Alan Chugajev (RUS)      | Oleksandr Chocjanivskyj (UKR) | Dániel Ligeti (HUN)            |

### Ženy
| Kategorie | Zlato                         | Stříbro                     | Bronz                       | Bronz                        |
| --------- | ----------------------------- | --------------------------- | --------------------------- | ---------------------------- |
| -48 kg    | Marija Stadnyková (AZE)       | Natalija Pulkovská (UKR)    | Fredrika Peterssonová (SWE) | Naděžda Fjodorovová (RUS)    |
| -53 kg    | Marija Gurovová (RUS)         | María Prevolarákiová (GRE)  | Natalia Buduová (MDA)       | Ana Pavălová (ROU)           |
| -55 kg    | Sofia Mattssonová (SWE)       | Anna Zwirydowská (POL)      | Irina Ologonovová (RUS)     | Mimi Hristovová (BUL)        |
| -58 kg    | Valerija Žolobovová (RUS)     | Irina Netrebová (AZE)       | Viktoria Bobevová (BUL)     | Petra Olliová (FIN)          |
| -60 kg    | Johanna Mattssonová (SWE)     | Hafize Şahinová (TUR)       | Olha Butkevičová (GBR)      | Tajbe Mustafaová (BUL)       |
| -63 kg    | Anastasija Grigorjevová (LAT) | Marija Mamašuková (BLR)     | Julija Ostapčuková (UKR)    | Džanan Manolovová (BUL)      |
| -69 kg    | Natalja Vorobjovová (RUS)     | Ilana Kratyšová (ISR)       | Laura Skujinaová (LAT)      | Alina Berežná (UKR)          |
| -75 kg    | Stanka Zlatevová (BUL)        | Vasilisa Marzaljuková (BLR) | Jekatěrina Bukinová (RUS)   | Kateryna Burmistrovová (UKR) |